# Saint-Lambert-sur-Dive
 Saint-Lambert-sur-Dive  es una población y comuna francesa, situada en la región de  Normandía anteriormente Baja Normandía, departamento de Orne, en el distrito de Argentan y cantón de Trun.

## Demografía
| 169 | 163 | 128 | 137 | 128 | 138 |
| Para los censos de 1962 a 1999 la población legal corresponde a la población sin duplicidades (Fuente: INSEE [Consultar]) |     |     |     |     |     |